# Le Pré-Saint-Gervais
Le Pré-Saint-Gervais  es una localidad y comuna de Francia, en la región de Isla de Francia, departamento de Sena-San Denis, en el distrito de Bobigny y cantón de Les Lilas. Como parte de la zona metropolitana, forma parte del Gran París.
Su población municipal en 2007 era de 18 221 habitantes.
Le Pré-Saint-Gervais pasó a ser comuna en 1793. Inicialmente tierra de cultivo y centro turístico, la zona sufre una completa transformación en los siglos XIX y XX para convertirse en barrio obrero con un alta densidad de población, pasando a ser la ciudad tal como la conocemos hoy en día, que en ciertos barrios conserva un encanto pasado de moda con sus senderos y sus antiguos pozos de visita. 
Le Pré-Saint-Gervais es una ciudad atípica: situada en un territorio de 70 hectáreas de superficie que ha conquistado al hacerse autónoma de la ciudad vecina de Pantin, es el municipio más pequeño de Seine-Saint-Denis; mientras se encuentra en el corazón de la mayor conurbación en Europa y en la frontera con París.

## Demografía
| 460 | 354 | 290 | 223 | 1 643 | 805 | 1 028 | 1 079 | 1 704 | 1 921 | 3 120 | 4 136 | 4 447 | 6 396 | 7 433 | 8 138 | 9 444 | 11 078 | 11 669 | 13 865 | 14 993 | 15 465 | 13 302 | 14 790 | 14 691 | 15 037 | 15 258 | 14 772 | 13 271 | 13 078 | 15 373 | 16 377 | 17 244 |
| Para los censos de 1962 a 1999 la población legal corresponde a la población sin duplicidades (Fuente: INSEE [Consultar]) |     |     |     |       |     |       |       |       |       |       |       |       |       |       |       |       |        |        |        |        |        |        |        |        |        |        |        |        |        |        |        |        |

La población está compuesta por 24% jóvenes de 0 a 19 años; 36% de personas de 20 a 39 años; 25% de personas de 40 a 59 años durante el censo de 1999.
Forma parte de la aglomeración urbana de París.

## Urbanismo y arquitectura
En 2009 Le Pré-Saint-Gervais fue el noveno municipio de Seine-Saint-Denis por su tasa de vivienda social superior al 42,8%.

### Morfología urbana
La comuna de Le Pré-Saint-Gervais incluye cinco distritos: el Belvédère, el centro de la ciudad, Jean-Jaurès, Gabriel-Péri y Rabelais / 7 Arpents. La urbanización en Le Pré-Saint-Gervais se refleja de formas muy diversas. En la mitad norte, un tejido urbano que consiste en un edificio diverso y muy entrelazado.

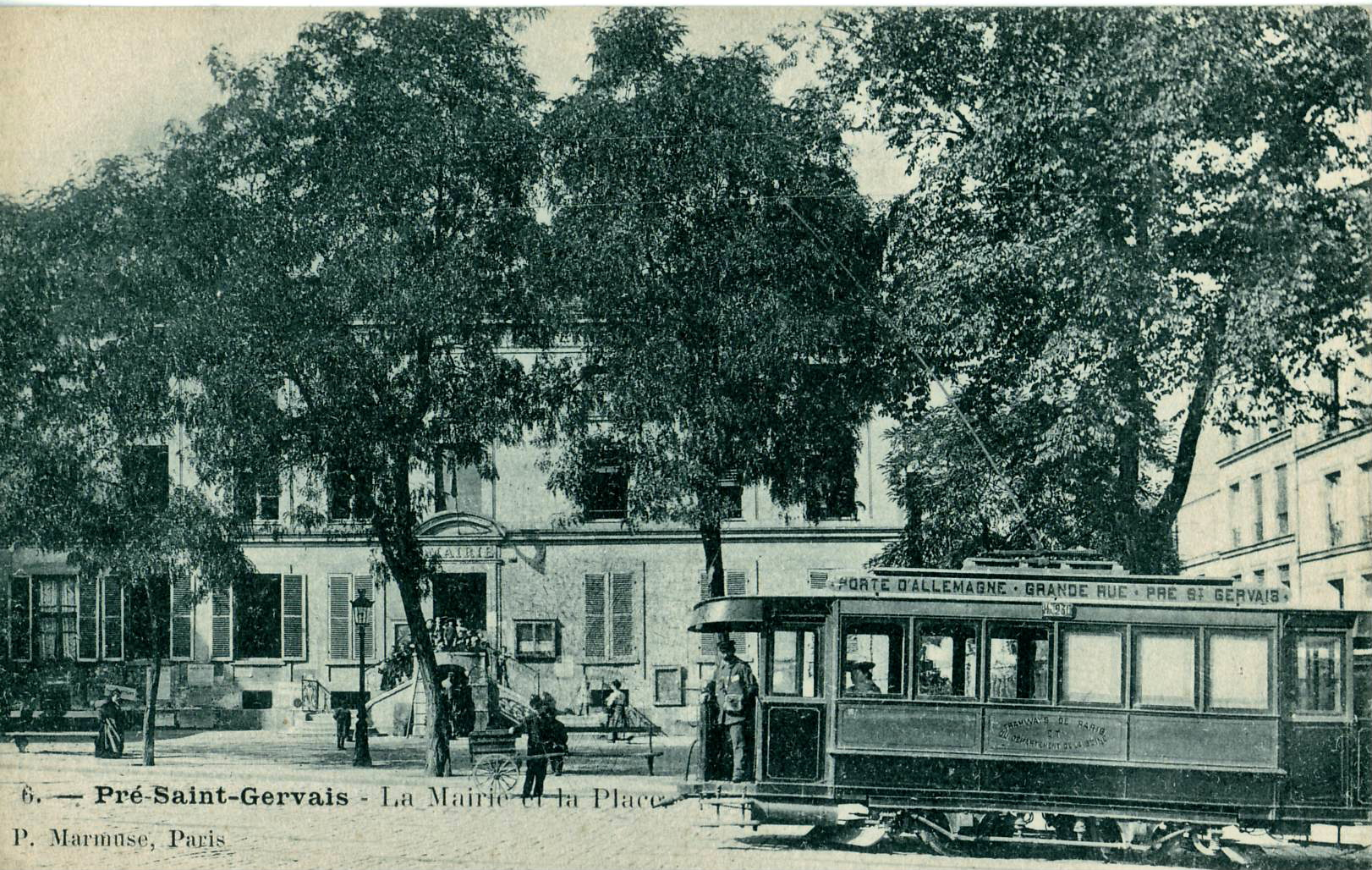
Un tranvía en inicios del siglo XX frente a la Alcaldía de Le Pré-Saint-Gervais rumbo a Porte de Pantin (llamada Porte de Alemania).

### El distrito Gabriel-Péri
Situado al noreste de la ciudad, se encuentra junto a la ciudad de Pantin y a lo largo del cementerio de Le Pré. Varios caminos conducen al centro de la ciudad, y a París por la avenida Jean-Jaurès. Esta área es servida por transporte público con el autobús 61 o la línea 5 del metro en Hoche. También cuenta la ciudad Gabriel-Péri, un HLM construido por la OPHLM 93.

### El distrito de Jean-Jaurès
Situado al sur de la ciudad en el límite de Lilas, este distrito se eleva desde la ciudad de Gabriel-Péri a la Porte des Lilas.
Es el distrito HLM más grande de la ciudad de Le Pré y contiene la ciudad de Jean-Jaurès y la ciudad jardín Henri-Sellier, un conjunto de pequeños edificios de ladrillo rojo de 1933. 1,256 unidades de vivienda diseñadas por Felix Dumail (1883-1953).
La ciudad Jean-Jaurès se compone de 9 torres construidas en los años 1960-1970 en la colina de Belleville. Contiene 336 unidades además de las 1,256 de las otras dos ciudades en el vecindario. Este gran complejo tiene un total de 2,200 unidades de vivienda para aproximadamente 9,000 habitantes en la zona más desfavorecida de la ciudad. Muy bien conectado con el centro de la ciudad, pero bien comunicado por transporte público con los autobuses RATP 170 y 61, la ciudad alberga algunas tiendas, supermercados, una peluquería, un gimnasio, una oficina de correos y un restaurante japonés.

### El distrito de Belvedere
El distrito de Belvédère se extiende a lo largo de la carretera de circunvalación desde la Porte des Lilas. Actualmente se encuentra en construcción en el territorio de París (oficinas y jardines en la circunvalación). Este distrito contiene la residencia Babylone (un enorme complejo con vistas a Porte des Lilas), y debajo de las grandes torres "Les Marronniers", luego un largo bar de 13 pisos construido por el OPHLM 93. Este distrito tiene el centro comercial Babylone (gran área Carrefour Market y otras tiendas, peluquería, teléfonos, Babylone Scooter etc.). A continuación, también están los antiguos barrios burgueses de la ciudad, con sus villas opulentas y pequeñas avenidas pavimentadas, bordeadas de árboles centenarios.

### El distrito Rabelais & 7 Arpents
Situado al noroeste de la ciudad, en la frontera entre la Porte Chaumont de París, la Porte de Pantin y el distrito Hoche de Pantin, este distrito es atendido por el autobús 170 y la estación de metro de Hoche. No está muy lejos del tranvía t3b. Cruzada de norte a sur por la antigua Grande Rue (rue André-Joineau) extendida por la calle de Le Pre-Saint-Gervais en Pantin, es con el centro de la ciudad el distrito más animado. Está cerca del centro comercial Verpantin, las tiendas y el mercado en la RN 3.
Los antiguos talleres (Guitel) lo convierten en un ejemplo interesante de urbanismo especialmente en la calle 14 de julio de 1789 y el lugar de la iglesia de art déco de la sagrada familia.

La ciudad Rabelais-7 Arpents se extiende sobre tres ciudades (Le Pré, Pantin y Paris 19th).

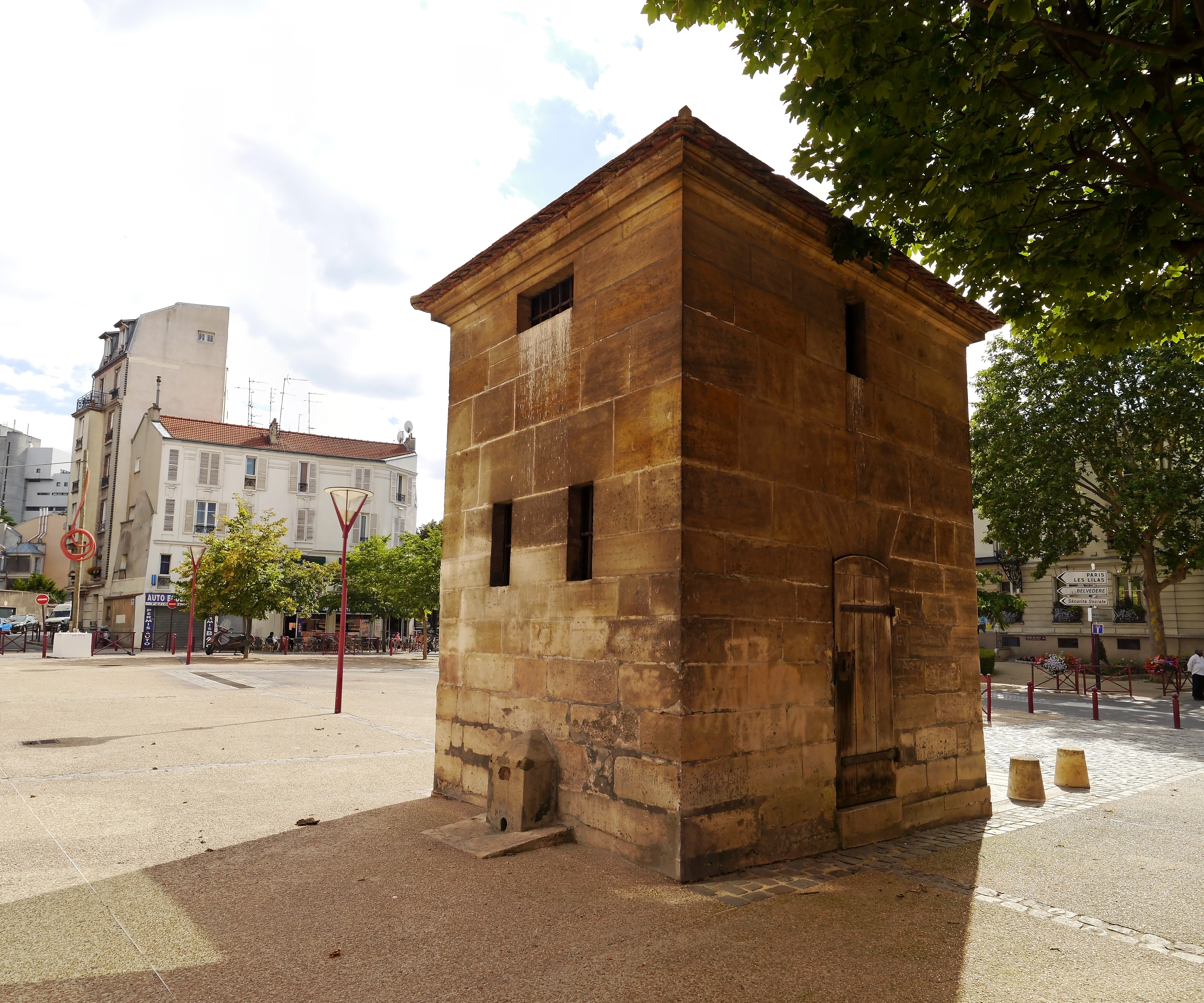
Fuente de Le Pré Saint Gervais.

### El centro de la ciudad
Situado en la puerta de Le Pré-Saint-Gervais, no muy lejos del Hospital Robert-Debré de París, este antiguo distrito está bordeado por la circunvalación al oeste, y en ocasiones se funde con el distrito de Belvedere, que domina la ciudad. La plaza Anatole-France, con su ayuntamiento de arquitectura del siglo XIX, su mercado, su colegio, su antigua fuente y la calle comercial André-Joineau, la casa de la asociación y sus numerosas tiendas, ha conservado todo el encanto de un antiguo barrio de Belleville. Está junto a las pequeñas calles con las antiguas villas del distrito de Belvedere, así como la iglesia de la Sagrada Familia y la calle del 14 de julio.
En el corazón de su centro urbano, la Villa de Pre-Saint-Gervais, conjunto de calles privadas abiertas al paso del público, reserva una sorpresa de tamaño: pulmón verde real dentro de la ciudad, la Villa del Pré-Saint-Gervais Gervais se compone de calles estrechas y calles bordeadas de árboles centenarios donde conviven casas con jardines.

## Le Pré-Saint-Gervais en la pintura

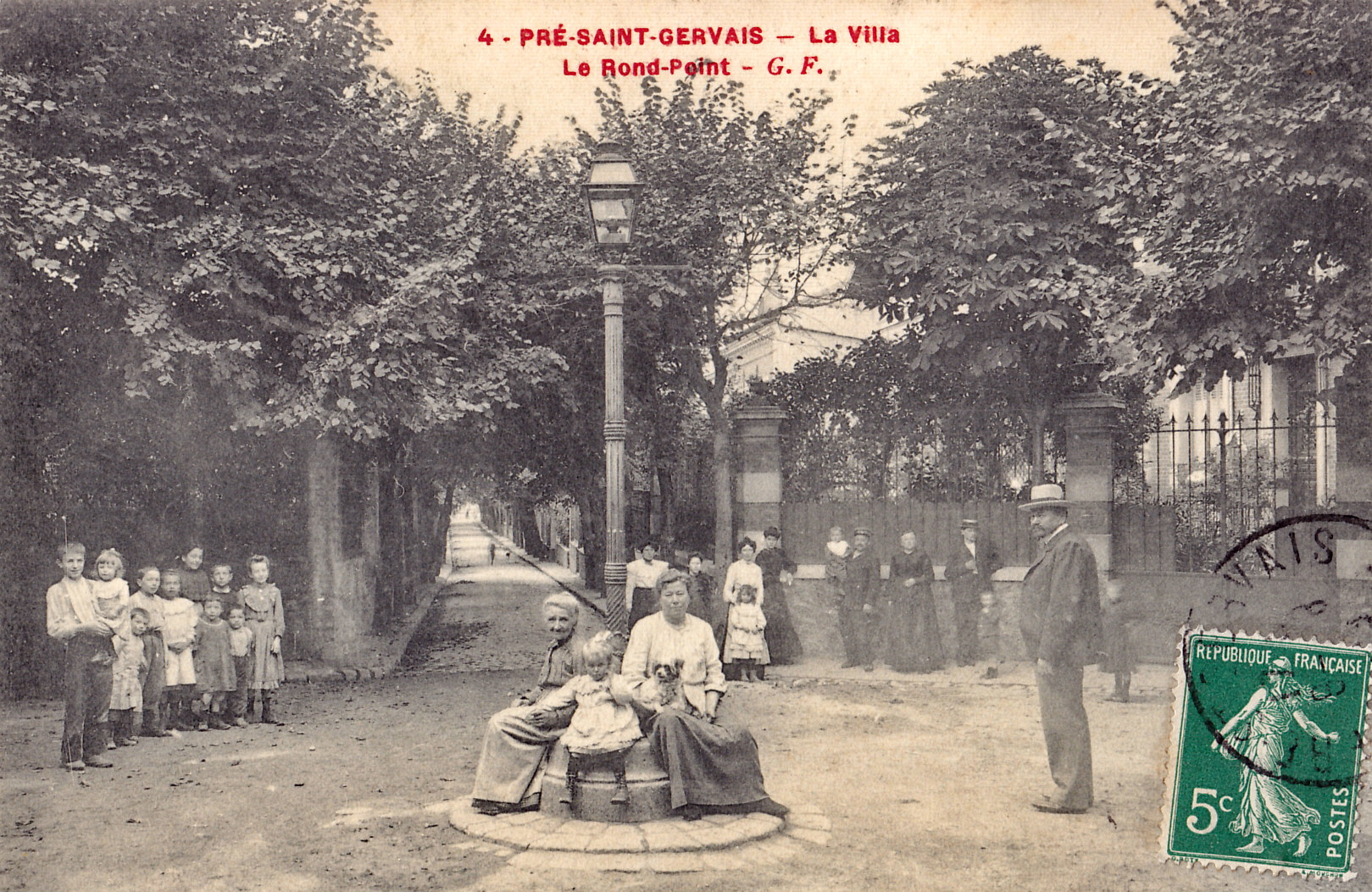
La Villa y el Rond-Point en la misma época sobre Le Pré-Saint-Gervais.

Léon Alphonse Quizet, pintor, junto con su amigo Maurice Utrillo crecieron juntos en los maquis de Montmartre. De esta amistad infantil nació una complicidad que resonó a lo largo de sus dos vidas marcadas por la misma vocación: la pintura. Alphonse Quizet vivió en la villa Félix Faure en el distrito 19 de París. Sus paseos lo atraen a la ciudad vecina. Allí, dibuja paisajes pintorescos y escenas de la vida cotidiana de un pueblo pacífico. Cuatro de sus pinturas adornan el salón de bodas del ayuntamiento de Le Pré-Saint-Gervais.
Otras pinturas, grabados y acuarelas representan la ciudad. Estos incluyen:
- Leon Alphonse Quizet, Vieille rue au Pré-Saint-Gervais, 19 x 24 cm ;
- Leon Alphonse Quizet, Le Pré-Saint-Gervais ;
- Leon Alphonse Quizet, Intérieur au Pré-Saint-Gervais ;
- Leon Alphonse Quizet, La sente au Pré-Saint-Gervais ;
- Leon Alphonse Quizet, Paysage au Pré-Saint-Gervais ;
- Leon Alphonse Quizet, Paysage, route au Pré-Saint-Gervais ;
- Leon Alphonse Quizet, Roulottes au Pré-Saint-Gervais ;
- Leon Alphonse Quizet, Vieilles maisons au Pré-Saint-Gervais ;
- Leon Alphonse Quizet, Au Pré-Saint-Gervais, Titre attribué : Intérieur ou Masures au Pré-Saint-Gervais (antes de 1928), 60 x 73 cm ;
- Ernest-Marie Herscher, Au Pré-Saint-Gervais, 30 x 45 cm ;
- Charles Blondel, Regard de la Prise des Eaux au Pré-Saint-Gervais, 1898 ;
- Charles André Igounet-de-Villiers, Vue des fortifications du Pré-Saint-Gervais ;
- Charles André Igounet-de-Villiers, Sur les fortifs, Le Pré-Saint-Gervais, 1910 ;
- Auguste Xavier Leprince, Vue du village du Pré-Saint-Gervais ;
- Frédéric Jousset, Neige au Pré-Saint-Gervais ;
- Gabriel Jacques de Saint-Aubin, La Fontaine Saint-Pierre au Pré-Saint-Gervais ;
- Auguste Lepère, Le Prés-Saint-Gervais (sic), eau-forte.
- Les Prés-Saint-Gervais : opéra-bouffe de Sardou, Gille et Lecoq, estampa, 18 x 25 cm, 1874 ;
- Jaget, Paul-André Basset, Promenade au Pré Saint-Gervais ;
- Langlumé, Vue de l'entrée du village des Prés Saint-Gervais ;
- Victor Baltard, vue des Prés Saint-Gervais près de Paris.
- Auguste Lepère, Le ballon qui descend, Dimanche au Prés Saint-Gervais, Paris, 1912 ;
- Jean-Robert Ithier, Vieille maison du Pré Saint Gervais ;
- Serge Delaveau, Pavillon de Gabrielle d'Estrée au Pré Saint-Gervais ;
- Gaston Prunier, Manifestation pacifiste au Pré-Saint-Gervais en 1913, 1913.
- Draner, Les prés Saint-Gervais, opéra-bouffe de Sardou, Gille et Lecoq : Christian (Harpin) ; 30 x 24 cm, 1874 ;
- Draner, Les prés Saint-Gervais, opéra-bouffe de Sardou, Gille et Lecoq : Dumagny (témoin) : en coul. ; 31 x 24 cm, 1874 ;
- Draner, Les prés Saint-Gervais, opéra-bouffe de Sardou, Gille, Lecoq : Coste (témoin) : en couleur ; 31 x 24 cm, 1874 ;
- Draner, Les prés Saint-Gervais, opéra-bouffe de Sardou, Gille et Lecoq : costumes, 1874.